# ナムダン県
ナムダン県（ナムダンけん、ベトナム語：Huyện Nam Đàn / 縣南壇? ）は、ベトナム社会主義共和国ゲアン省の県である。面積は293.9 km²、人口は164,530人（2018年）である。ファン・ボイ・チャウやホー・チ・ミンの出身地である。

## 行政区画
以下の1市鎮18社を管轄する。
- ナムダン市鎮（Nam Đàn / 南壇）
- ホンロン社（Hồng Long / 鴻隆）
- フンティエン社（Hùng Tiến / 雄進）
- カインソン社（Khánh Sơn / 慶山）
- キムリエン社（Kim Liên / 金蓮）
- ナムアイン社（Nam Anh / 南英）
- ナムカット社（Nam Cát / 南葛）
- ナムザン社（Nam Giang / 南江）
- ナムフン社（Nam Hưng / 南興）
- ナムキム社（Nam Kim / 南金）
- ナムリン社（Nam Lĩnh / 南嶺）
- ナムギア社（Nam Nghĩa / 南義）
- ナムタイ社（Nam Thái / 南泰）
- ナムタイン社（Nam Thanh / 南青）
- ナムスアン社（Nam Xuân / 南春）
- トゥオンタンロック社（Thượng Tân Lộc / 上新祿）
- チュンフッククオン社（Trung Phúc Cường / 忠福強）
- スアンホア社（Xuân Hòa / 春和）
- スアンラム社（Xuân Lâm / 春林）